# Id – Invaded
Id: Invaded  (stylisé comme I⊃:INVΛ⊃≡⊃ ) est une série télévisée animée japonaise produite par NAZ, réalisée par Ei Aoki et écrite par Ōtarō Maijō. Elle est diffusée de janvier à mars 2020. Une suite de manga de Yūki Kodama est publiée en série dans le magazine manga seinen de Kadokawa Shoten, Young Ace, d'octobre 2019 à novembre 2020.

## Production et supports

### Anime
Le 4 juillet 2019, Kadokawa annonce une nouvelle série télévisée animée originale réalisée par Ei Aoki et écrite par le romancier Ōtarō Maijō. Atsushi Ikariya conçoit les personnages, tandis qu'Atsushi Umebori et Slavek Kowalewski composent la musique de la série sous la direction du collectif d'artistes U/S. NAZ a animé la série. La série est diffusée entre le 5 janvier et le 22 mars 2020 sur Tokyo MX, BS11, TVA, KBS et SUN, le premier épisode étant répertorié comme une émission spéciale d'une heure. Sou interprète la chanson thème d'ouverture Mister Fixer (ミスターフィクサー) , tandis que Miyavi a interprété la chanson thème de fin Other Side. Ses chansons UP, Samurai 45 et Butterfly sont également incluses respectivement dans les premier, quatrième, douzième et treizième épisodes (avec UP étant à nouveau utilisé comme générique de fin dans l'épisode treize),. L'anime contient également plusieurs chansons insérées tout au long de la série, dont Eternal Rail de Kenmochi Hidefumi de Wednesday Campanella dans le sixième épisode, une chanson de Kazuya Nagami dans le neuvième épisode et la chanson Memories of Love composée par Hiroshi Suenami & Soundbreakers et chanté par Liz Sarria II dans le dixième épisode.
Les deux premiers épisodes font l'objet de projections spéciales en avant-première le 15 décembre 2019 sur Funimation, Hulu et Wakanim, et le 16 décembre 2019 sur AnimeLab en raison du décalage horaire,,,. Crunchyroll diffuse la série pour un SimulDub,. Il compte treize épisodes.

### Mangas
Une suite de manga de Yūki Kodama, intitulée ID : Invaded #Brake Broken, est publiée en série dans le magazine Young Ace de Kadokawa du 4 octobre 2019 au 4 novembre 2020 et assemblée en trois volumes,. Yen Press a autorisé le manga pour une sortie nord-américaine.